# 多变钩丝壳
多变钩丝壳（学名：Uncinula variabilis）是属于白粉菌目白粉菌科钩丝壳属的一种真菌，其种加词“variabilis”意为“变化的”。寄生在枫香树上。该种分布于中国。